# Азобарвники
А́зобарвники́ — барвники, які належать до класу азосполук. Відомі азобарвники всіх кольорів і відтінків; вживаються для фарбування волокон, шкіри, пластмас та інших матеріалів. Понад 50% марок синтетичних барвників є азобарвниками. Азобарвники можуть мати одну або кілька азогруп.

## Отримання
Азобарвники одержують за допомогою реакції між діазосполуками та ароматичними амінами і фенолами (реакція азосполучення). Оскільки діазосполуки дуже нестійкі, їх отримують за реакцією діазотування безпосередньо перед азосполученням:
{\displaystyle {\ce {Ar-NH2 + NaNO2 + 2HX ->Ar-N+#NX- + NaX + 2H2O}}}
{\displaystyle {\ce {Ar-N+#NX- + Ar-Y ->Ar-N=N-Ar-Y + HX}}}, де Y — електронодонорний замісник (зазвичай NH2 чи OH).
Також отримують окисненням гідразосполук:
{\displaystyle {\ce {Ar-NH-NH-Ar + I2 ->Ar-N=N-Ar + 2HI}}}

## Класифікація
За кількістю азогруп азобарвники поділяються на моно- та поліазобарвники. 
Їх також поділяють на кислотні, основні та прямі.

## Вплив структури на колір
Арильні радикали, сполучені з азогрупою і замісники сильно впливають на колір азобарвника. Додавання нових ароматичних кілець (перетворення бензенового в нафтоленове) та замісників поглиблює колір. Похідні азобензену мають жовтий колір і глибше, 1-бензеназонафталену — помаранчевий і глибше. Найсильніше поглиблення кольору спостерігається при розташуванні електронодонорних замісників на одному кінці молекули, а електроноакцепторних — на іншому.

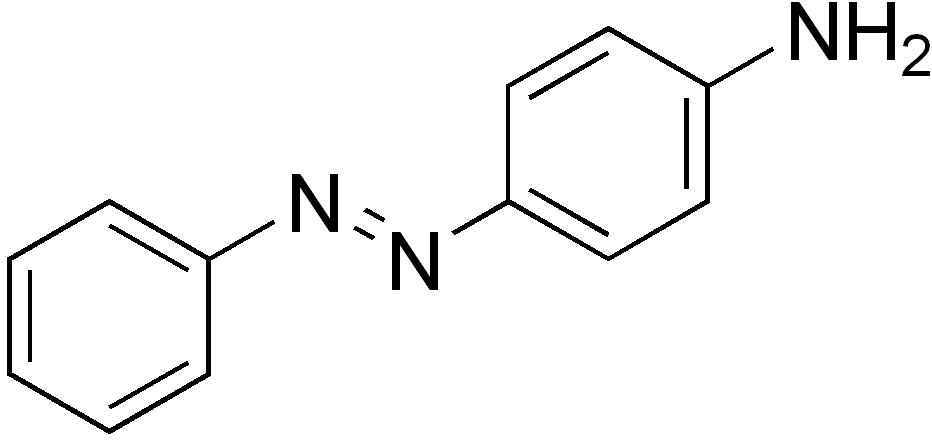
Аніліновий жовтий
Помаранчевий 1. Колір більш глибокий, ніж в анілінового жовтого через заміну бензенового кільця нафталеновим[1]
Пара червоний. Колір ще глибший, оскільки окрім нафталенового ядра барвник містить електроноакцепторний замісник (нітрогрупу) на протилежному кінці молекули.
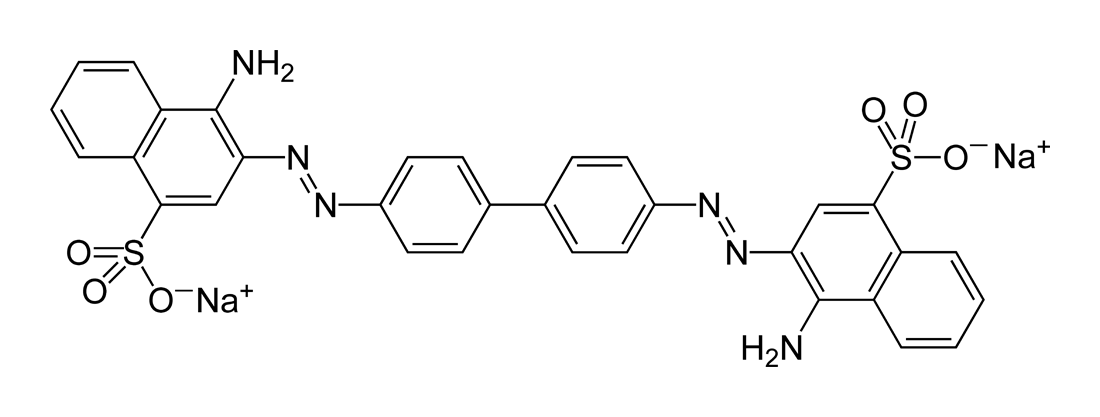
Конго червоний. Він також має такий глибокий колір внаслідок довгої спряженої системи
Прямий синій 14. Також містить довгу хромофорну систему, але при цьому має ще електронодонорні та електроноакцепторні замісники
Янус зелений. Має найглибший колір, містить дуже велику хромофорну систему (три сконденсованих ядра з гетероатомом і азогрупа), сильні електронодонорні замісники (диметил - і діетиламіногрупи) і електроноакцепторну групу (позитивно заряджений атом нітрогену)

## Галерея

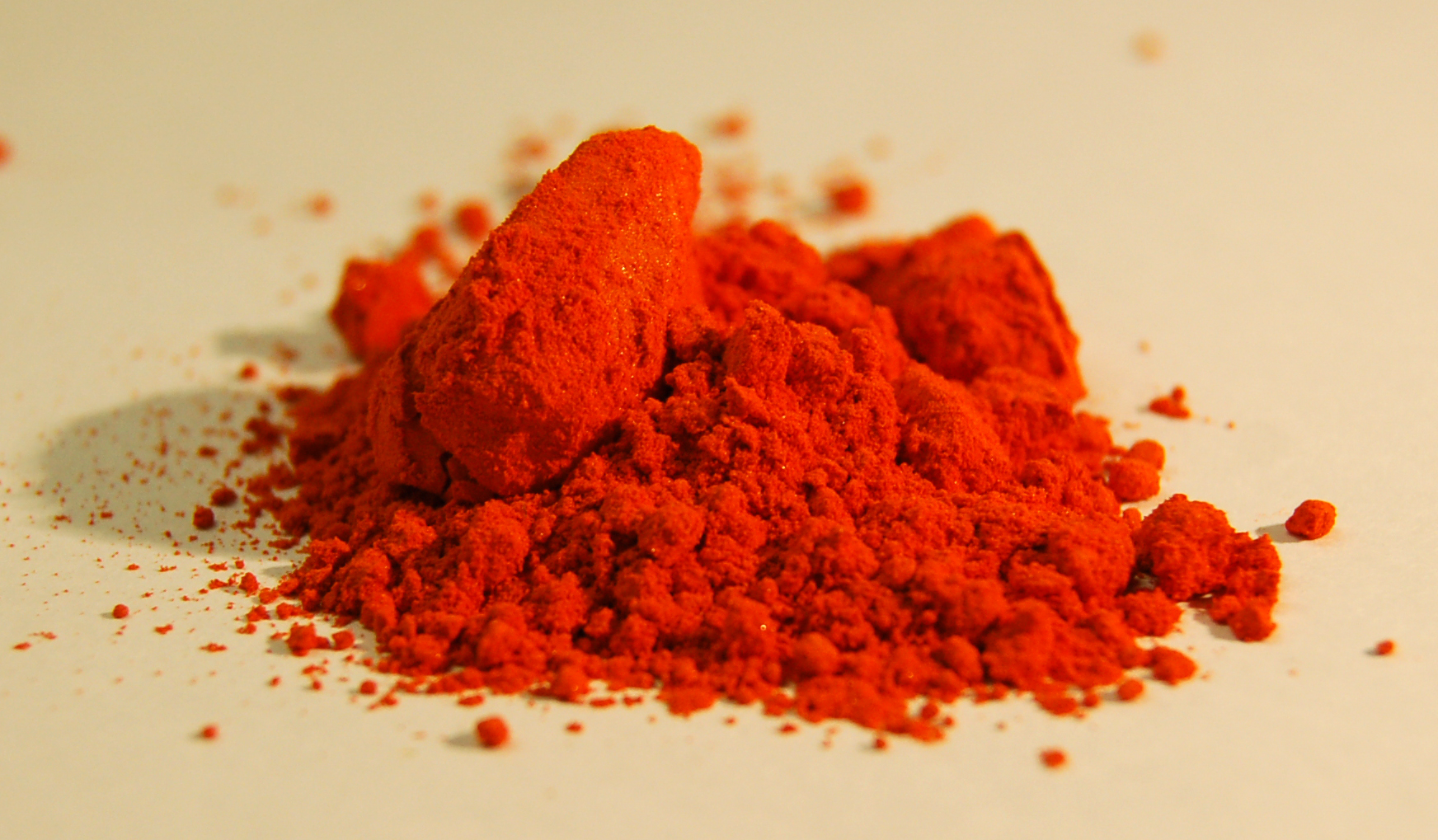
Метиловий оранжевий
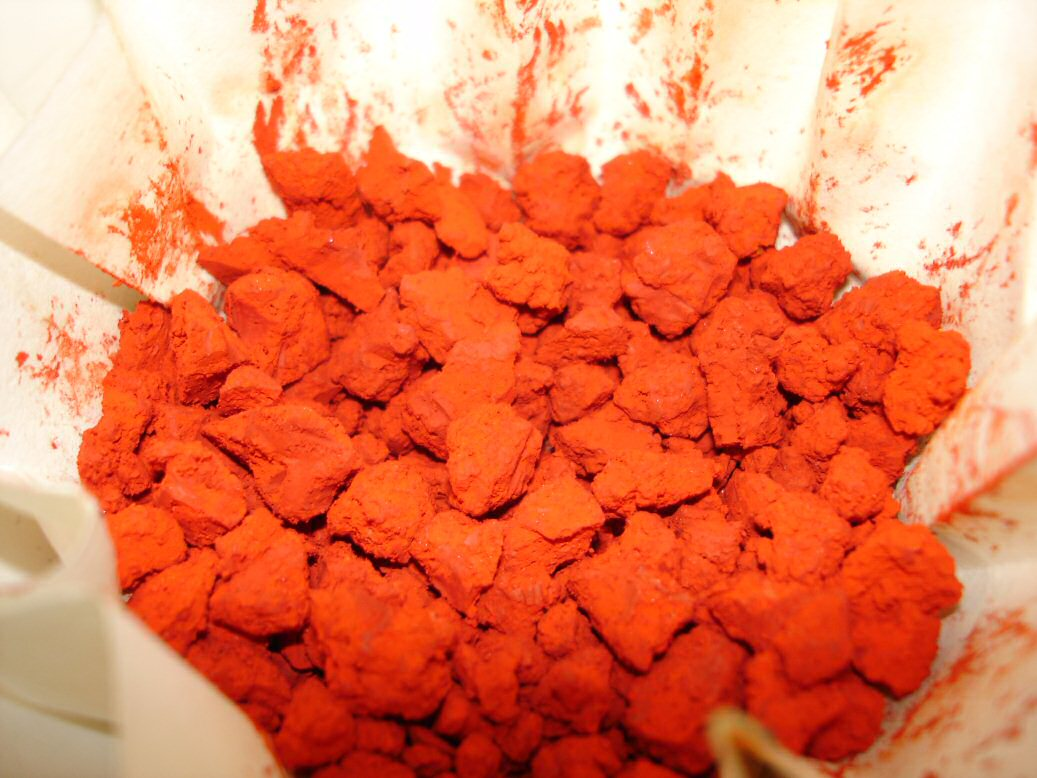
Пара червоний
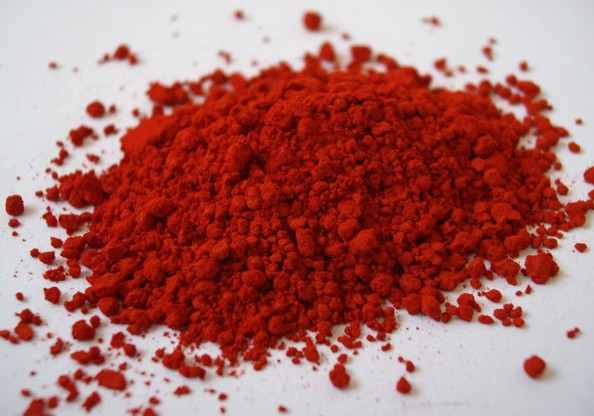
Судан I
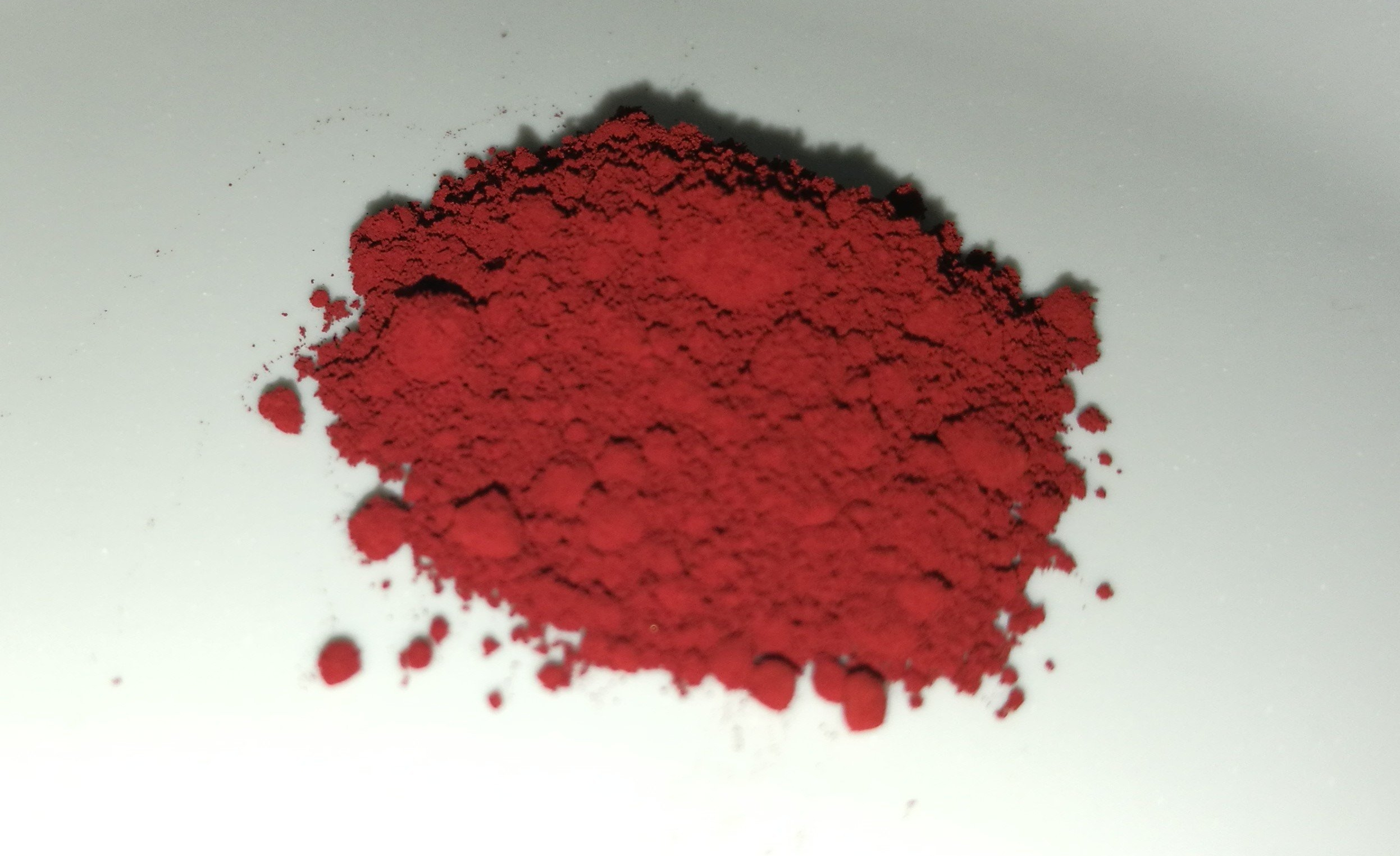
Судан III
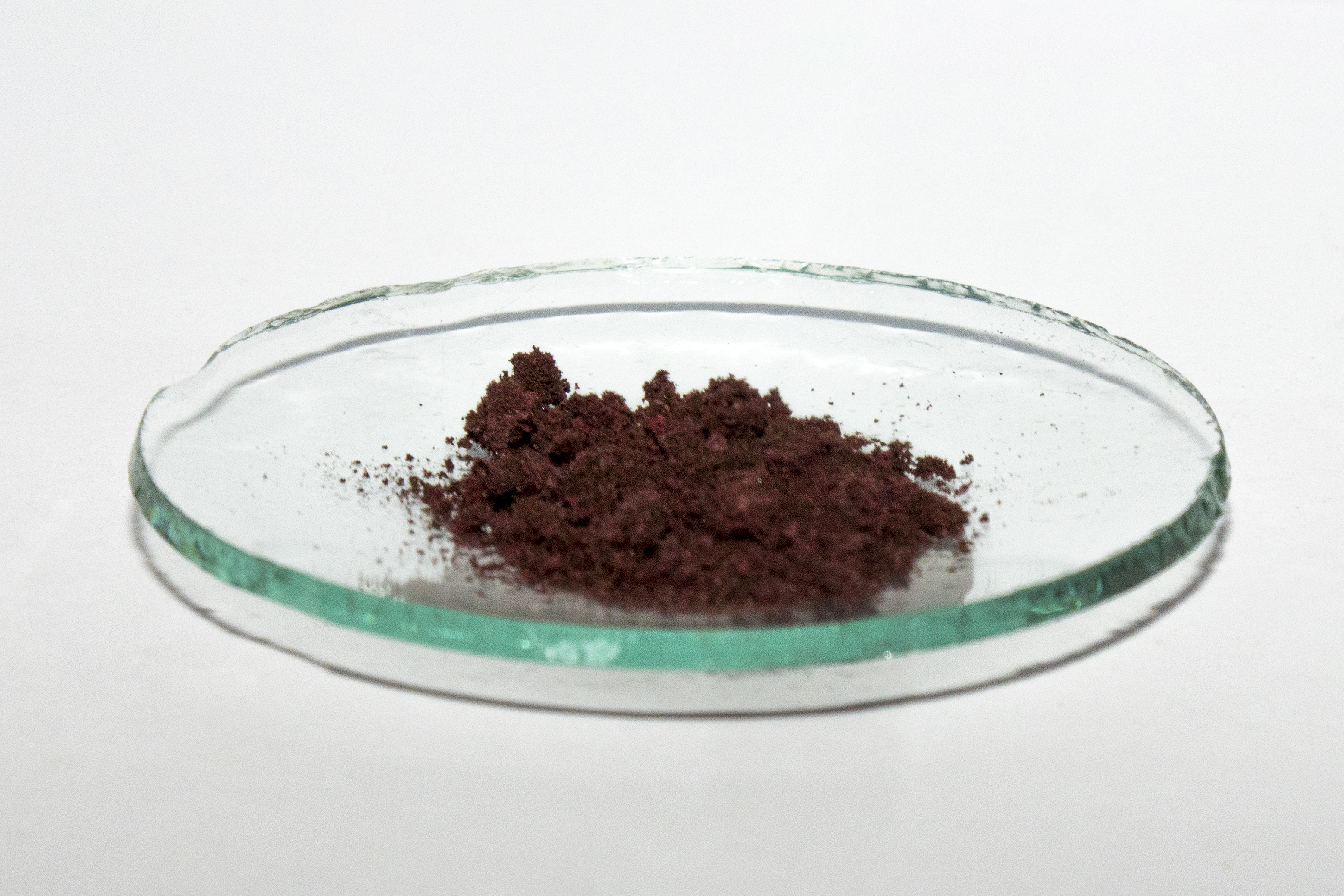
Конго червоний
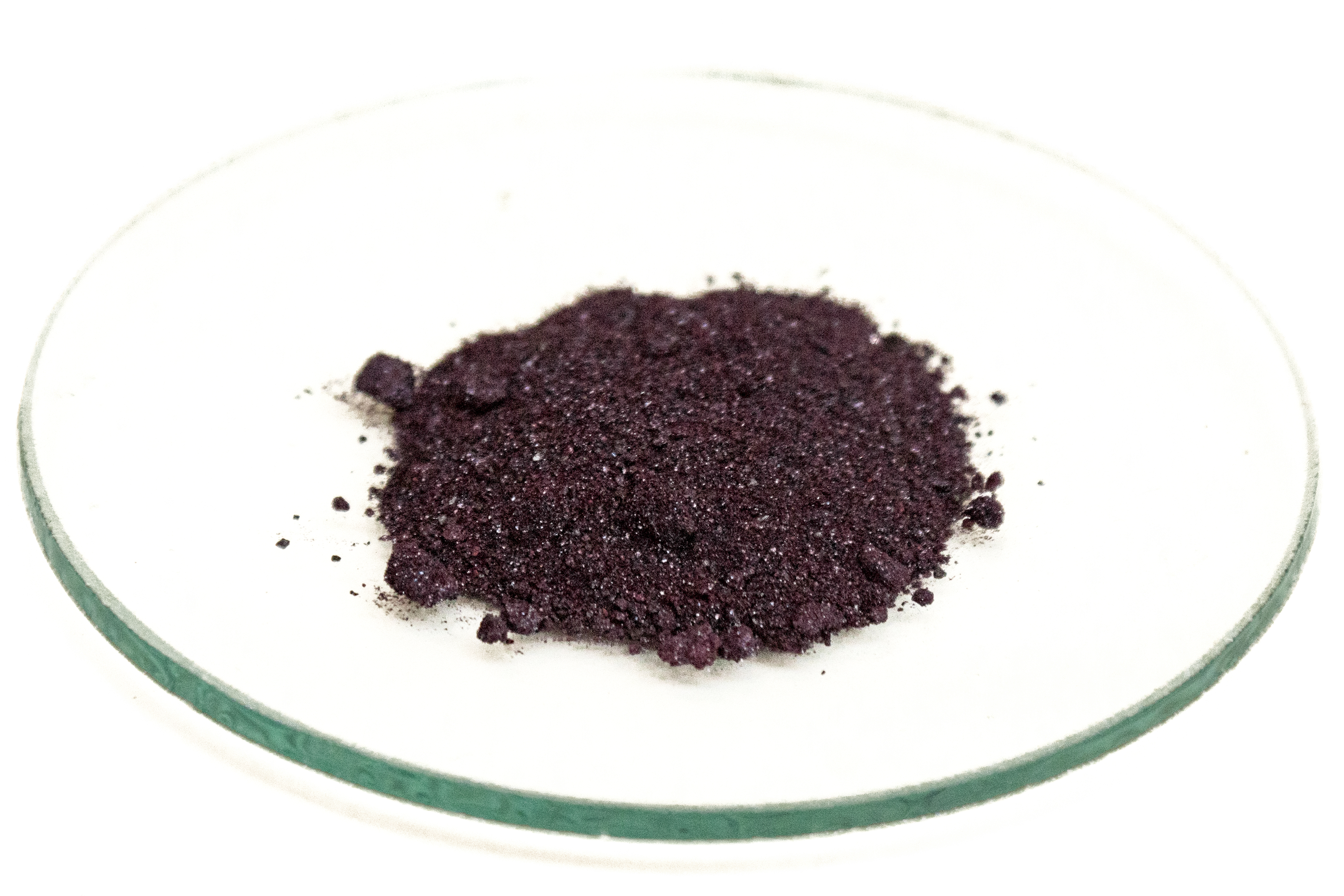
Метиловий червоний
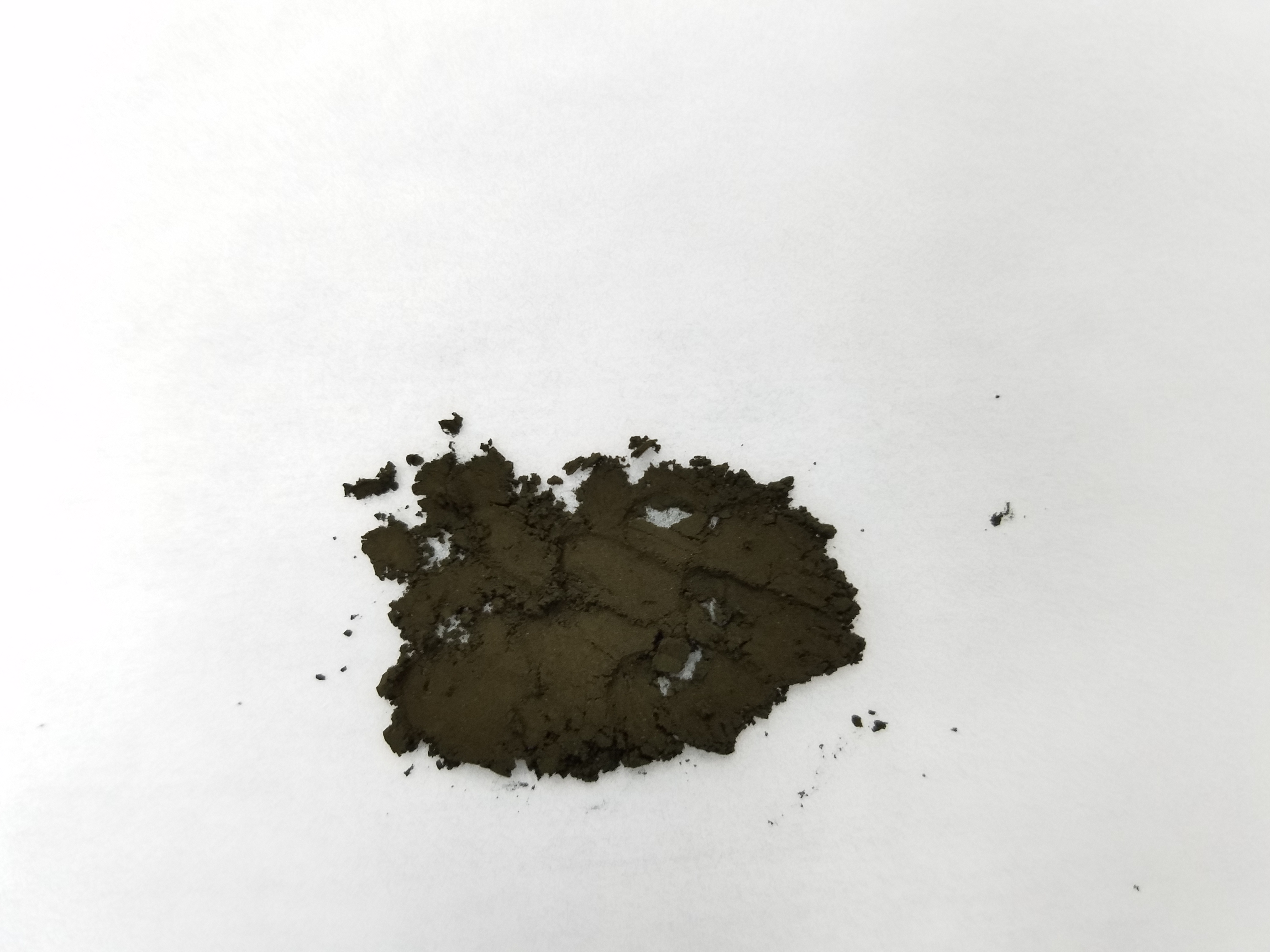
Янус зелений